# Tajuria thyia
Tajuria thyia är en fjärilsart som beskrevs av De Nicéville 1892. Tajuria thyia ingår i släktet Tajuria och familjen juvelvingar. Inga underarter finns listade i Catalogue of Life.